# Click
För andra betydelser, se Klick (olika betydelser).
Click är en amerikansk komedifilm från 2006, regisserad av Frank Coraci med Adam Sandler i huvudrollen.
Filmen blev Oscarsnominerad till bästa smink.

## Handling
Michael Newman (Sandler) är en arkitekt som bor ihop med sin fru Donna (Beckinsale) och två barn, Ben och Samantha. Michael har det stressigt med jobbet och har inte någon tid att tillbringa med sin familj. För att göra det lite enklare åker han till Bed, Bath & Beyond för att skaffa sig en universalfjärrkontroll. Där träffar han den mystiske Morty (Walken) som ger Michael en "universal" fjärrkontroll helt gratis. Michael upptäcker att den består av övernaturliga krafter som kan spola fram och pausa tiden. Med den lyckas Michael uppfylla sina behov men inser efteråt att saker och ting börjar gå för långt med tanke på fjärrkontrollens biverkningar.

## Rollista
| Adam Sandler       | – Michael "Mike" Newman          |
| Kate Beckinsale    | – Donna Newman                   |
| Christopher Walken | – Morty                          |
| David Hasselhoff   | – Johnny "John" Ammer            |
| Henry Winkler      | – Theodore "Ted" K. Newman       |
| Julie Kavner       | – Trudy Newman                   |
| Sean Astin         | – Bill                           |
| Jennifer Coolidge  | – Janine                         |
| Sophie Monk        | – Stacy                          |
| Jonah Hill         | – Ben, 17                        |
| Jake Hoffman       | – Ben, 22-30                     |
| Katie Cassidy      | – Samantha, 27                   |
| Cameron Monaghan   | – Kevin O'Doyle                  |
| Rachel Dratch      | – Alice / Alan                   |
| Jana Kramer        | – Julie Newman                   |
| Carolyn Hennesy    | – Kathy O'Doyle                  |
| Sid Ganis          | – Dr. Bergman                    |
| Nick Swardson      | – killen från Bed, Bath & Beyond |
| Rob Schneider      | – Prins Habeeboo                 |
| James Earl Jones   | – Berättare                      |
| Terry Crews        | – sjungande bilförare            |